# Sungkyunkwan
Sungkyunkwan (성균관, 成均館; âm Hán Việt: Thành Quân Quán), cũng gọi là Taehak (태학, 太學, Thái Học), là cơ sở giáo dục cao nhất của hai vương triều Cao Ly và Triều Tiên. Theo mô hình Nho giáo của Trung Hoa thì học phủ này tương đương với Quốc tử giám và Thái Học.
Thành Quân Quán dưới thời Cao Ly được đặt ở Kaesong, nay thuộc Cộng hòa Dân chủ Nhân dân Triều Tiên còn Thành Quân Quán của vương triều Triều Tiên thì đặt ở kinh đô Hán Thành, tức Seoul của Hàn Quốc ngày nay.

## Lịch sử
Nguyên thủy cơ sở này có tên là Quốc tử giám, học viện cao nhất của vương quốc Cao Ly do vua Thành Tông sáng lập vào tháng 11 năm 992. Tháng 6 năm 1304, cơ sở này đổi tên thành "Thành Quân Quán" và sau đó được chuyển về địa điểm ngày nay ở Seongmun-gwan vào năm 1367 ở Kaesong dưới thời Cung Mẫn Vương.
Khi nhà Cao Ly đổ, nhà Lý Triêu Tiên lên làm vua 1392 thì vua Thái Tổ sai chuyển Thành Quân Quán về Hán Thành, tức Seoul. Đồng thời triều đình cũng cho lập 360 Hương giáo trên toàn quốc kể từ tháng 7 năm 1398, tạo nên một hệ thống giáo dục quốc gia.
Thành Quân Quán không may bị cháy năm 1400 nhưng được xây lại năm 1407, rồi lại tái thiết lần nữa vào năm 1601 sau khi bị phá hủy trong Chiến tranh Nhật Bản-Triều Tiên (1592-1598).
Dưới thời Nhật thuộc (1910–1945), triều đình Triêu Tiên mất thực quyền nên Thành Quân Quán bị giải thể, đổi thành một tư thục mang tên Kinh Học viện (Gyunghakwon).
Sau năm 1945, Hàn Quốc khôi phục chủ quyền, Kinh Học viện lấy lại tên tên cũ: Thành Quân Quán và khai triển thêm thành Đại học Sungkyunkwan. Tòa điện Thành Quân Quán hiện nay được gìn giữ như một di tích văn hóa.

## Cấu trúc
Thành Quân Quán rộng khoảng 10.000 m², gồm khoảng 18 công trình kiến trúc như:
- Đại Thành Điện (대성전, Daeseongjeon): Đền thờ Khổng Tử.
- Đông Vu (동무, Dongmu) và Tây Vu (서무, Seomu): Đền tưởng niệm 10 nho sinh của Khổng Tử, 18 học giả Triều Tiên.
- Minh Luận Đường (명륜당, Myeongnyundang): Nhà học chính.
- Tôn Kinh Các (존경각, Jongyeonggak): Thư viện
- Đông trai (동재, Dongjae) và Tây trai (서재, Seojae): Ký túc xá
- Phi Xiển Đường (비천당, Bicheon-dang): Nhà thi
- Tế Khí Khố (제기고, Jegigo): Nhà cất giữ vật tế tự
- Tiến sĩ thực đường (진사식당, Jinsasikdang): Nhà ăn
- Chính Lục Sảnh (정록청, Jeongnokcheong): Nhà quản lý

Những người quản lý học phủ thuộc hàng tam phẩm (삼품, sampum) và có các chức vụ như Tế tửu (좨주, Jwaeju), Nhạc chính (악정, Akjeong), Trực giảng (직강 Jikgang), Bác sĩ (박사, Baksa, tức tiến sĩ), Học chính (학정, Hakjeong), Học lục (학록, Haknok), Học dụ (학유, Hagyu).

## Giáo dục
Thành Quân Quán là nơi đào tạo nho sĩ, lấy đạo lý Nho giáo là chính. Về mặt thực dụng học sinh cũng học các môn pháp luật, số học, thư pháp vốn để nho sinh đưa vào thực hành khi chấp nhiệm làm quan. Muốn đạt mục tiêu đó học sinh phải thi đậu qua ngả khoa cử.
Khi mới được thành lập, Thành Quân Quán có 150 nho sinh; con số này tăng lên 200 năm 1429. Các đợt thi tuyển sinh của Thành Quân Quán có tiếng là cực kỳ khắc nghiệt. Số người nộp thi cũng hạn chế, dành riêng cho con trai của các quan thượng phẩm hoặc lưỡng ban mới được dự thi.
Có hai cách để nhập học tại Thành Quân Quán: 
Một là đậu hai kỳ khảo thí: Sinh viên thí (생원 시, Saeng-wonsi) và Tiến sĩ thí (진사 시, Jinsasi). 
Hai là đậu qua ngả Tăng bảo (승보, Seungbo; tăng lữ) và Ấm tự (음서, Eumseo; con quan).
Sau khi được nhập học, nho sinh nếu đạt 300 "nguyên điểm" (원점, Wonjeom) trở lên mới được tham gia kỳ thi khoa bảng đầu tiên.

## Các nho sinh nổi bật
- Jeong Inji
- Shin Suk-ju
- Jo Gwang-jo
- Yi Hwang
- Yi I
- Yu Seong-ryong